# Cá trích
Cá trích (danh pháp khoa học: Sardinella) là một chi cá biển thuộc chi cá xương, họ Cá trích (Clupeidae). Đây là một loài cá có giá trị kinh tế lớn, là đối tượng quan trọng của nghề cá thế giới, chúng được đánh bắt, khai thác nhiều để lấy thịt cá trích. Ở Việt Nam, cá trích có khoảng 10 loài, quan trọng nhất là cá trích tròn (S. aurita) và cá trích xương (S. jussieu).

## Đặc điểm sinh học
Cá trích là loại cá giống như cá mai nhưng to hơn, da có màu hơi xanh, xương nhỏ, thân dài, mỏng, hai hàm bằng nhau. Cá có răng nhỏ hoặc thiếu, vẩy tròn mỏng, dễ rụng, có loài có vẩy lược, ở sống bụng của cá có răng cưa. Cá trích có tập tính di cư thành đàn lớn. Cá trích sống ở tầng nước mặt, thường không có chỗ ẩn náu, có mình thon dài, vây chẵn phát triển bình thường, khúc đuôi khỏe, bơi nhanh.
Trong tự nhiên, cá trích là cá mồi của các động vật săn mồi như: chim biển, cá heo, sư tử biển, cá voi, cá mập, cá ngừ, cá tuyết, cá hồi, và các loài cá lớn khác. Đặc biệt Cá trích là nguồn cung cấp thức ăn dồi dào cho đại bàng đầu trắng. Cá trích là một trong những nhóm cá xương có mình nhỏ tồn tại được sau thảm họa tuyệt chủng vào cuối kỷ Phấn trắng, chúng vẫn còn tồn tại cho đến ngày nay ở các môi trường biển. Cá trích hóa thạch tại miền tây Hoa Kỳ nơi 3 bang Colorado, Utah, và Nevada gặp nhau.
Tụ tập thành đàn là đặc điểm chung của các loài cá. Tuy nhiên, cá trích là loài có số lượng con tập trung thành đàn lớn nhất trong số các loài cá. Theo ghi nhận của các nhà nghiên cứu, số lượng con trong đàn cá trích có thể lên đến hàng chục triệu con, bao phủ hàng chục km2. Cá sống thành từng đàn lớn để hạn chế nguy cơ bị ăn thịt hoặc tập trung vào thời gian sinh sản.

## Tên gọi
Ở Việt Nam, ngư dân thường gọi các loài cá trích mà họ đánh bắt được theo những cái tên rất riêng. Theo đó có hai loại cá trích là cá trích ve và cá trích lầm. Cá trích ve lép mình, nhiều vảy trắng xanh, thịt trắng, thơm, béo nhưng nhiều xương. Cá trích lầm mình tròn, ít vảy, nhiều thịt hơn nhưng thịt cá đỏ và không thơm ngon như trích ve. Ngư dân ở vùng biển miền Trung Việt nam từ Quảng Nam trở vào Lagi (Hàm Tân – Bình Thuận) và Long Hải, Phước Hải của Bà Rịa Vũng Tàu thường gọi tên dân gian cá trích cỡ nhỏ (baby herring) là cá de, khi nó lớn lên thì gọi là cá trích, nó còn được gọi là cá Mắt Tráo.

## Một số loài

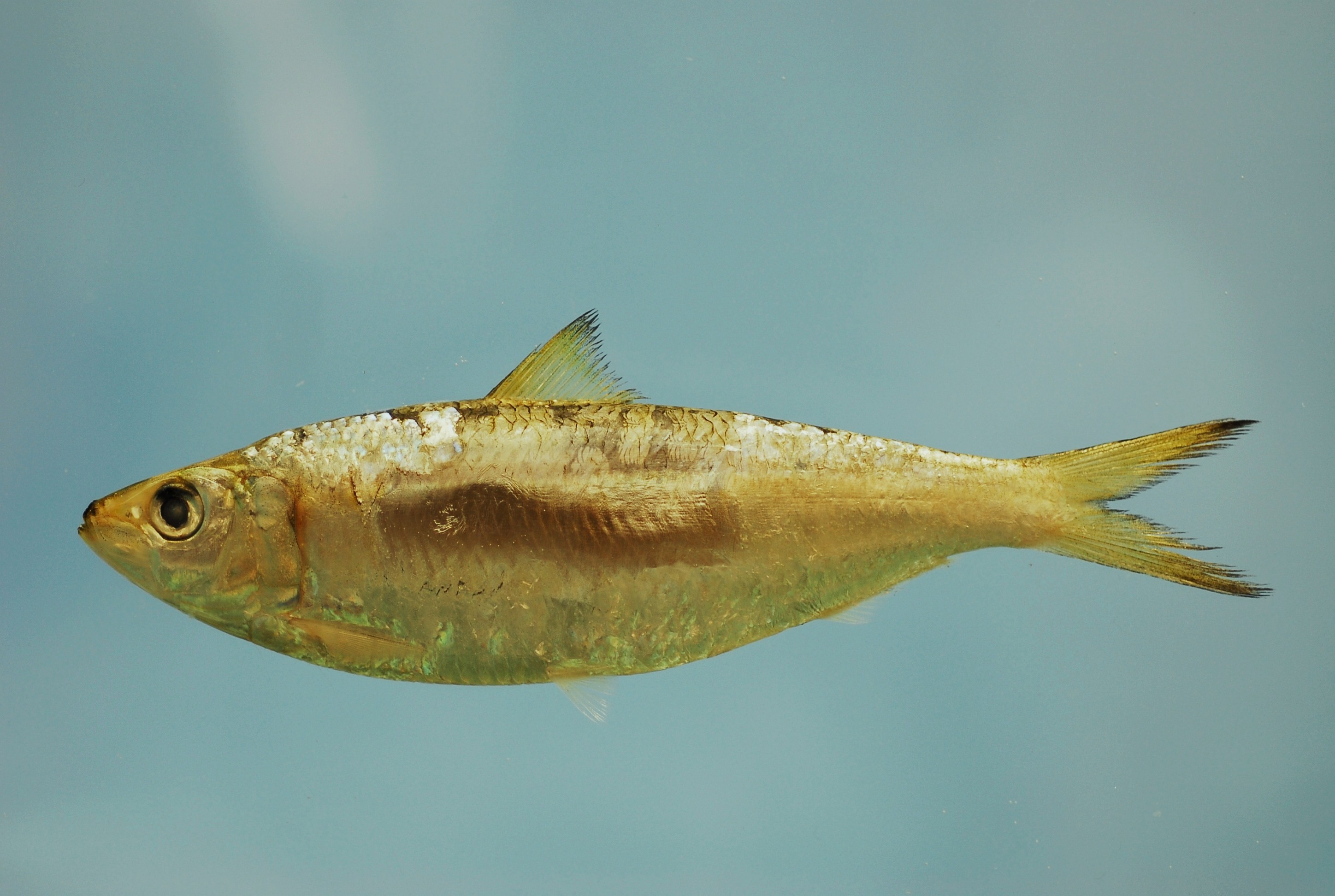
Sardinella aurita

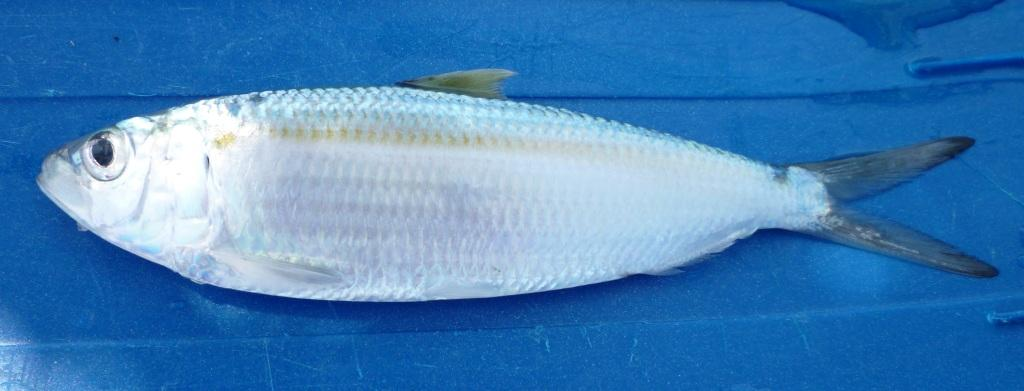
Sardinella maderensis

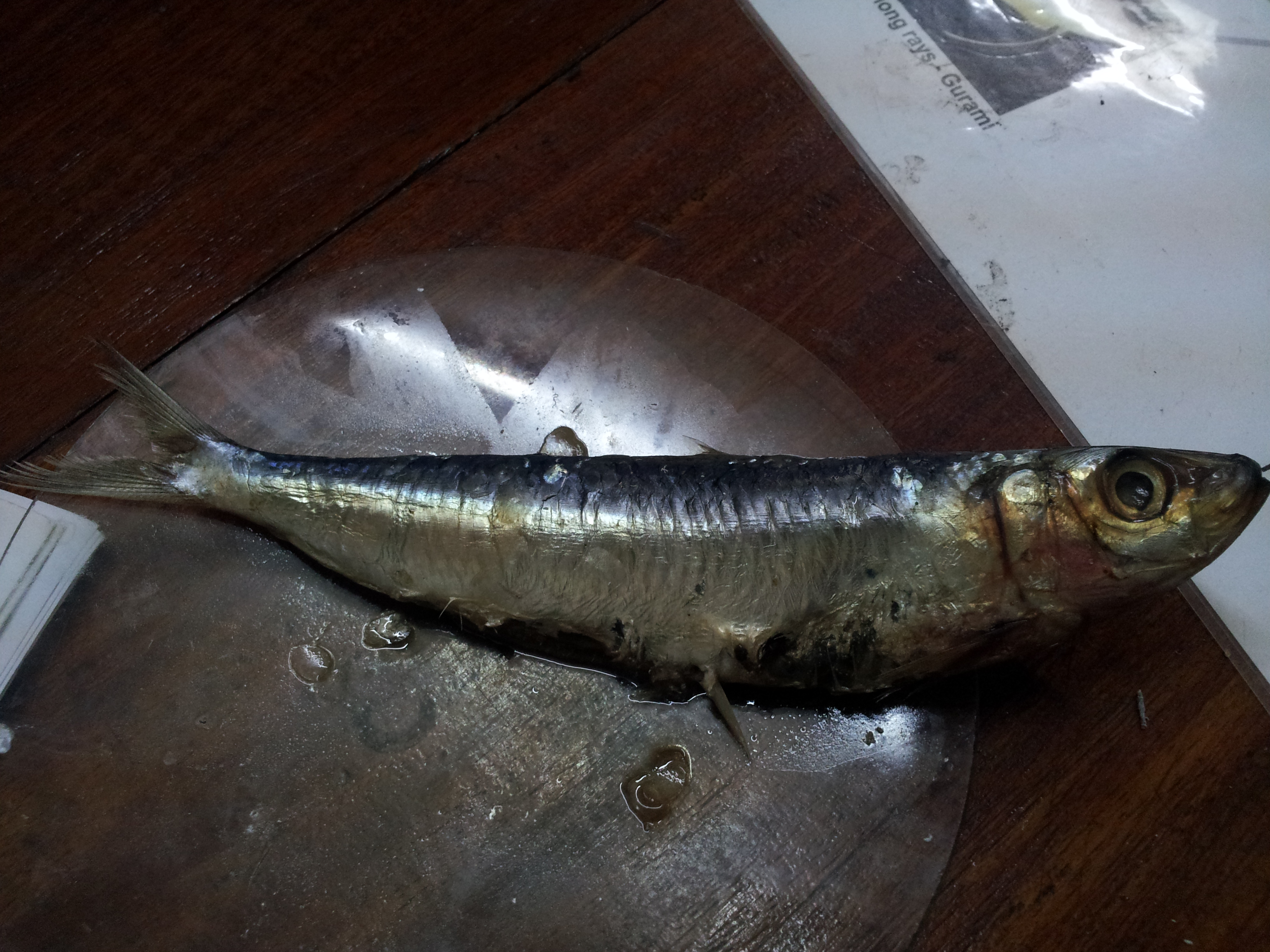
Cá trích sơ

- Sardinella albella (Valenciennes, 1847)
- Sardinella atricauda (Günther, 1868)
- Sardinella aurita Valenciennes, 1847
- Sardinella brachysoma Bleeker, 1852
- Sardinella fijiense (Fowler & B. A. Bean, 1923)
- Sardinella fimbriata (Valenciennes, 1847)
- Sardinella gibbosa (Bleeker, 1849): Cá trích xương[2]
- Sardinella hualiensis (K. Y. Chu & C. F. Tsai, 1958)
- Sardinella janeiro (C. H. Eigenmann, 1894)
- Sardinella jussieu (Lacépède, 1803)
- Sardinella lemuru Bleeker, 1853
- Sardinella longiceps Valenciennes, 1847
- Sardinella maderensis (R. T. Lowe, 1838)
- Sardinella marquesensis Berry & Whitehead, 1968
- Sardinella melanura (Cuvier, 1829)
- Sardinella neglecta Wongratana, 1983
- Sardinella richardsoni Wongratana, 1983
- Sardinella rouxi (Poll, 1953)
- Sardinella sindensis (F. Day, 1878)
- Sardinella tawilis (Herre, 1927)
- Sardinella zunasi (Bleeker, 1854)

## Hình ảnh

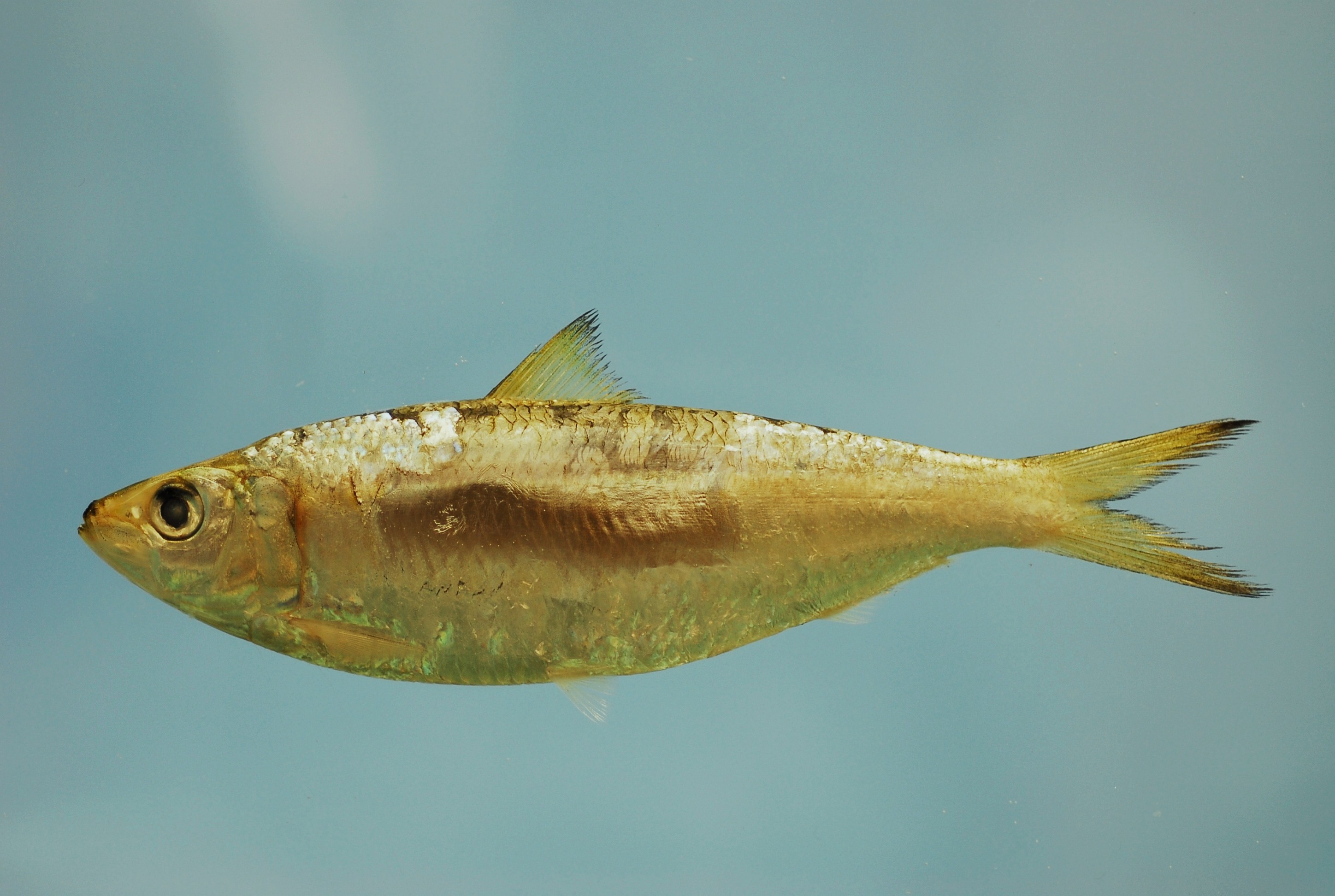
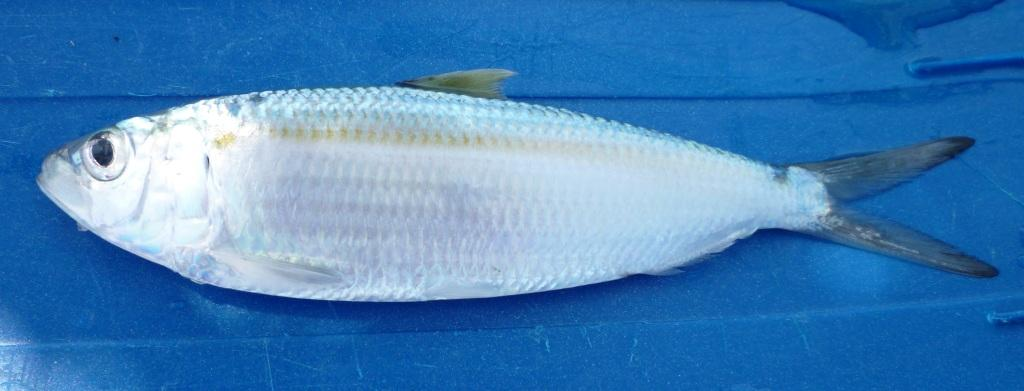
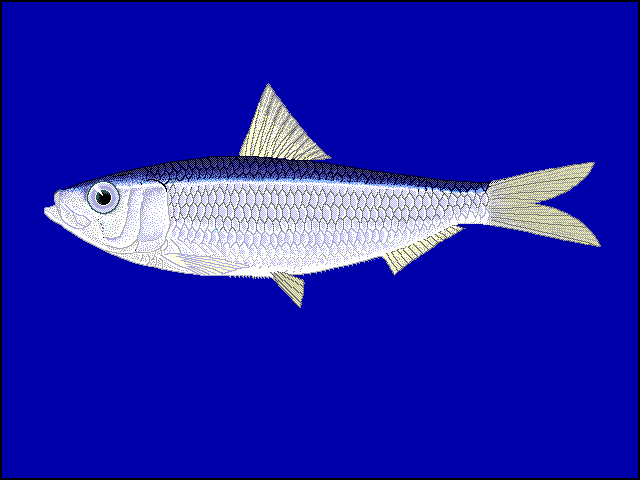